# Saison 2012 de l'équipe cycliste Saur-Sojasun
La saison 2012 de l'équipe cycliste Saur-Sojasun est la quatrième de l'équipe dirigée par Stéphane Heulot. En tant qu'équipe continentale professionnelle, elle peut participer aux différentes courses des circuits continentaux de cyclisme. Elle est admissible aux épreuves de l'UCI World Tour sur invitations des organisateurs des courses.
L'équipe Saur-Sojasun remporte 17 victoires durant l'année 2012. Julien Simon, avec 5 succès, est le principal contributeur de ces résultats, il est également classé 6e de l'UCI Europe Tour. Saur-Sojasun remporte le classement par équipes.

## Préparation de la saison 2012

### Arrivées et départs
| Arrivées          | Équipe 2011         |
| ----------------- | ------------------- |
| Étienne Tortelier | Sojasun espoir-ACNC |
| Brice Feillu      | Leopard-Trek        |
| David Le Lay      | AG2R La Mondiale    |
| Maxime Méderel    | BigMat-Auber 93     |

| Départs        | Équipe 2012            |
| -------------- | ---------------------- |
| Jimmy Casper   | AG2R La Mondiale       |
| Sébastien Joly | retraite               |
| Ludovic Turpin | retraite               |
| Romain Mathéou | Véranda Rideau-Super U |

## Coureurs et encadrement technique

### Effectif
| Cycliste           | Date de naissance | Nationalité | Équipe 2011         |
| ------------------ | ----------------- | ----------- | ------------------- |
| Cyril Bessy        | 29 mai 1986       | France      | Saur-Sojasun        |
| Jérôme Coppel      | 6 août 1986       | France      | Saur-Sojasun        |
| Arnaud Coyot       | 6 octobre 1980    | France      | Saur-Sojasun        |
| Anthony Delaplace  | 11 septembre 1989 | France      | Saur-Sojasun        |
| Jimmy Engoulvent   | 7 décembre 1979   | France      | Saur-Sojasun        |
| Brice Feillu       | 26 juillet 1985   | France      | Leopard-Trek        |
| Jérémie Galland    | 8 avril 1983      | France      | Saur-Sojasun        |
| Jonathan Hivert    | 23 mars 1985      | France      | Saur-Sojasun        |
| Fabrice Jeandesboz | 4 décembre 1984   | France      | Saur-Sojasun        |
| Christophe Laborie | 5 août 1986       | France      | Saur-Sojasun        |
| David Le Lay       | 30 décembre 1979  | France      | AG2R La Mondiale    |
| Cyril Lemoine      | 3 mars 1983       | France      | Saur-Sojasun        |
| Guillaume Levarlet | 25 juillet 1985   | France      | Saur-Sojasun        |
| Laurent Mangel     | 22 mai 1981       | France      | Saur-Sojasun        |
| Jean-Marc Marino   | 15 août 1983      | France      | Saur-Sojasun        |
| Rony Martias       | 4 août 1980       | France      | Saur-Sojasun        |
| Maxime Méderel     | 19 septembre 1980 | France      | BigMat-Auber 93     |
| Jean-Lou Paiani    | 23 décembre 1988  | France      | Saur-Sojasun        |
| Stéphane Poulhiès  | 26 juin 1985      | France      | Saur-Sojasun        |
| Paul Poux          | 9 juillet 1984    | France      | Saur-Sojasun        |
| Julien Simon       | 4 octobre 1985    | France      | Saur-Sojasun        |
| Yannick Talabardon | 6 juillet 1981    | France      | Saur-Sojasun        |
| Étienne Tortelier  | 14 avril 1990     | France      | Sojasun espoir-ACNC |
| Stagiaire          | Date de naissance | Nationalité | Équipe 2012         |
| Emmanuel Kéo       | 30 janvier 1991   | France      | Sojasun espoir-ACNC |
| Maxime Renault     | 2 janvier 1990    | France      | Sojasun espoir-ACNC |
| Alexis Vuillermoz  | 1er juin 1988     | France      | CC Étupes           |

## Bilan de la saison

### Victoires
| Date       | Course                                           | Pays       | Classe | Vainqueur         |
| ---------- | ------------------------------------------------ | ---------- | ------ | ----------------- |
| 05/02/2012 | 5ea étape de l'Étoile de Bessèges                | France     | 2.1    | Stéphane Poulhiès |
| 05/02/2012 | 5eb étape de l'Étoile de Bessèges                | France     | 2.1    | Jérôme Coppel     |
| 05/02/2012 | Classement général de l'Étoile de Bessèges       | France     | 2.1    | Jérôme Coppel     |
| 23/03/2012 | 5e étape du Tour de Catalogne                    | Espagne    | WT     | Julien Simon      |
| 25/03/2012 | 7e étape du Tour de Catalogne                    | Espagne    | WT     | Julien Simon      |
| 14/04/2012 | Tour du Finistère                                | France     | 1.1    | Julien Simon      |
| 26/04/2012 | 2e étape du Tour de Romandie                     | Suisse     | WT     | Jonathan Hivert   |
| 06/05/2012 | 3e étape des Quatre Jours de Dunkerque           | France     | 2.HC   | Jimmy Engoulvent  |
| 08/05/2012 | Classement général des Quatre Jours de Dunkerque | France     | 2.HC   | Jimmy Engoulvent  |
| 10/05/2012 | 1re étape du Rhône-Alpes Isère Tour              | France     | 2.2    | Paul Poux         |
| 13/05/2012 | Classement général du Rhône-Alpes Isère Tour     | France     | 2.2    | Paul Poux         |
| 26/05/2012 | Grand Prix de Plumelec-Morbihan                  | France     | 1.1    | Julien Simon      |
| 30/05/2012 | Prologue du Tour de Luxembourg                   | Luxembourg | 2.HC   | Jimmy Engoulvent  |
| 14/06/2012 | 1re étape de la Route du Sud                     | France     | 2.1    | Stéphane Poulhiès |
| 14/06/2012 | Prologue des Boucles de la Mayenne               | France     | 2.2    | Paul Poux         |
| 02/09/2012 | Tour du Doubs                                    | France     | 1.1    | Jérôme Coppel     |
| 12/09/2012 | Grand Prix de Wallonie                           | France     | 1.1    | Julien Simon      |

### Résultats sur les courses majeures
Les tableaux suivants représentent les résultats de l'équipe dans les principales courses du calendrier international dans lesquelles l'équipe bénéficie d'une invitation (deux des cinq classiques majeures et le Tour de France). Pour chaque épreuve est indiqué le meilleur coureur de l'équipe, son classement ainsi que les accessits glanés par Saur-Sojasun sur les courses de trois semaines.

#### Classiques
| Classique            | Milan-San Remo | Tour des Flandres | Paris-Roubaix          | Liège-Bastogne-Liège | Tour de Lombardie |
| -------------------- | -------------- | ----------------- | ---------------------- | -------------------- | ----------------- |
| Coureur (classement) | Non invitée    | Non invitée       | Jimmy Engoulvent (21e) | Julien Simon (18e)   | Non invitée       |

#### Grands tours
| Grand tour           | Tour d'Italie | Tour de France      | Tour d'Espagne |
| -------------------- | ------------- | ------------------- | -------------- |
| Coureur (classement) | Non invitée   | Jérôme Coppel (21e) | Non invitée    |
| Accessits            |               | -                   |                |

### Classement UCI

#### UCI Europe Tour
L'équipe Saur-Sojasun termine à la première place de l'Europe Tour avec 1 667 points. Ce total est obtenu par l'addition des points des huit meilleurs coureurs de l'équipe au classement individuel,.
| Rang | Coureur            | Points |
| ---- | ------------------ | ------ |
| 6    | Julien Simon       | 399    |
| 12   | Jérôme Coppel      | 336    |
| 32   | Jimmy Engoulvent   | 226    |
| 44   | Jonathan Hivert    | 204    |
| 54   | Stéphane Poulhiès  | 178    |
| 76   | Jérémie Galland    | 144    |
| 123  | Guillaume Levarlet | 106    |
| 202  | Paul Poux          | 74     |
| 203  | Laurent Mangel     | 74     |
| 211  | Cyril Lemoine      | 72     |
| 236  | Anthony Delaplace  | 65     |
| 273  | Cyril Bessy        | 56     |
| 335  | Brice Feillu       | 43     |
| 343  | Jean-Lou Paiani    | 41     |
| 385  | Rony Martias       | 37     |
| 429  | Fabrice Jeandesboz | 32     |
| 534  | Christophe Laborie | 22     |
| 597  | Yannick Talabardon | 18     |
| 651  | David Le Lay       | 16     |
| 691  | Jean-Marc Marino   | 14     |
| 831  | Maxime Méderel     | 10     |